# Индустриализация в Съветския съюз
Индустриализацията в Съветския съюз е процес на ускорено изграждане на индустриалния потенциал на Съветския съюз с цел намаляване на изоставането на икономиката му от развитите капиталистически държави, осъществяван от май 1929 г. до юни 1941 г.
Официалната цел на индустриализацията е превръщането на Съветския съюз от предимно аграрна държава във водеща индустриална страна. Социалистическата индустриализация е неразделна част от „тройната задача за радикална реорганизация на обществото“ (индустриализация, икономическа централизация, колективизация на селското стопанство и културна революция), поставена от първия петгодишен план за развитие на съветската икономика, обхващащ периода от 1928 до 1932 г.
По съветско време индустриализацията се смята за голямо постижение. Бързият растеж на производствения капацитет и на обема на произведеното от тежката промишленост (4 пъти) е от голямо значение за осигуряване на икономическа независимост на СССР от капиталистическите страни и за укрепване на отбранителната му способност. По това време се осъществява прехода от предимно аграрна към индустриална страна. По време на Втората световна война съветската индустрия доказва своето превъзходство над индустрията на нацистка Германия. От края на 80-те години на XX век обаче в Съветския съюз и Русия се водят дискусии за цената на индустриализацията, които поставят под въпрос нейните резултати и дългосрочни последици за съветската икономика и общество.

## ГОЕЛРО
Още по време на Гражданската война съветското правителство започва да разработва дългосрочен план за електрификация на страната. През декември 1920 г. 8-ият Всеруски конгрес на Съветите одобрява плана за електрификация ГОЕЛРО (на руски: Госуда́рственная коми́ссия по электрифика́ции Росси́и), а година по-късно е потвърден от 9-ия Всеруски конгрес на Съветите.
Планът предвижда приоритетно развитие на електроенергетиката, обвързано с плановете за развитие на регионите. Планът ГОЕЛРО, разработен за 10 – 15 години, предвижда изграждането на 30 районни електроцентрали (20 топлоелектрически централи и 10 водноелектрически централи) с общ капацитет 1,75 гигавата. Проектът обхваща осем основни икономически региона: Северен, Централен индустриален, Южен, Волга, Урал, Западносибирски, Кавказки и Туркестан. Едновременно с това се осъществява развитието на транспортната система на страната (реконструкция на старите и изграждане на нови железопътни линии, изграждане на Волго-Донския канал).
Проектът ГОЕЛРО прави възможна индустриализацията в Съветския съюз: производството на електроенергия през 1932 г. в сравнение с 1913 г. се увеличава почти 7 пъти, от 2 на 13,5 милиарда kWh.